# Port morski Świnoujście
Port morski Świnoujście – polski port morski położony nad Zatoką Pomorską, na południowym wybrzeżu Morza Bałtyckiego, na wyspach Uznam i Wolin. Port usytuowany jest nad cieśniną Świną, w Świnoujściu, w województwie zachodniopomorskim. W porcie znajdują się: nabrzeże przeładunkowe, terminal LNG, terminal pasażerski oraz przystań jachtowa.

## Położenie
Port jest usytuowany w północnym obszarze cieśniny Świny, który łączy się z Zatoką Pomorską. Położony jest na wyspach Uznam i Wolin. Port zajmuje centralną część miasta Świnoujście, zarówno po jego wschodniej, jak i zachodniej części. Do portu prowadzi przez Zatokę Pomorską sztucznie pogłębiany  północny tor podejściowy o długości 60 km i głębokości 14,3 m wraz z kotwicowiskami na redzie, która w całości (według polskiego stanowiska) stanowi polskie morze terytorialne. Niemcy uznają natomiast część toru podejściowego położoną dalej niż 12 mil morskich od linii najniższego stanu morza za swoją wyłączną strefę ekonomiczną. W związku ze sprzecznymi stanowiskami prawnymi stron i potrzebą rozbudowy portu Polska zdecydowała w maju 2023 r. o zbudowaniu nowego wschodniego toru podejściowego o głębokości technicznej 17 m i długości 70 km na wodach nie będących przedmiotem sporu z Niemcami (w kierunku północno-wschodnim). 
Granice portu zostały ponownie ustalone w 2022 i 2025 roku. Z portu morskiego wyłączony jest obszar portu wojennego Świnoujście, który zajmuje Basen Węglowy i Basen Południowy.
Porty Świnoujście i Szczecin są najbliższymi dużymi portami morskimi dla Czech i wschodnich Niemiec, a w szczególności dla rejonów Berlina, Brandenburgii i Meklemburgii.
Znajdują się one na najkrótszej drodze łączącej Skandynawię ze środkową i południową Europą, oraz na morskim szlaku, który poprzez Bałtyk łączy Rosję i Finlandię z Europą Zachodnią.

## Działalność

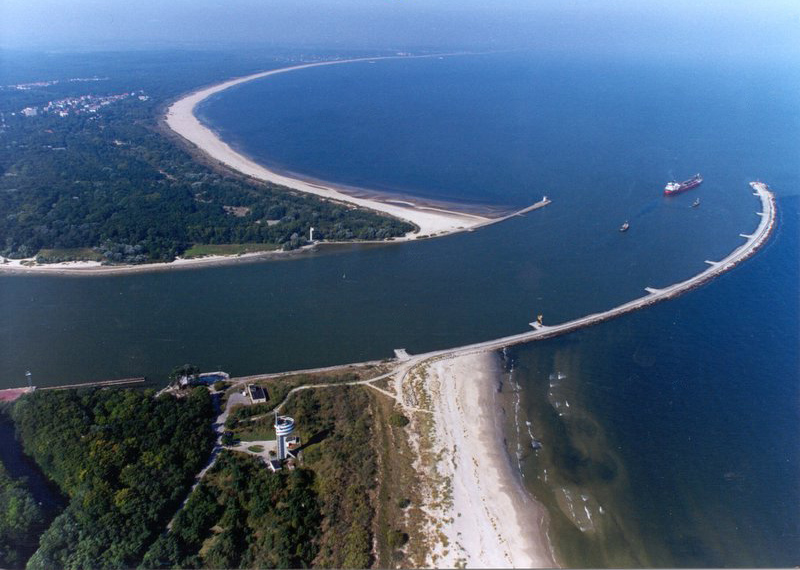
Falochrony portowe (2006)

Porty morskie w Świnoujściu i Szczecinie są ze sobą ściśle związane gospodarczo tworząc zespół portów. Łączy je także jeden tor wodny przechodzący przez Zalew Szczeciński. Wszystkie duże statki morskie by dopłynąć do Szczecina, muszą przepłynąć przez port w Świnoujściu. Oba porty są zarządzane przez spółkę użyteczności publicznej – Zarząd Morskich Portów Szczecin i Świnoujście SA. 
Porty w Szczecinie i Świnoujściu tworzą uniwersalny kompleks portowy (jeden z największych na Bałtyku), który odgrywa jedną z głównych ról w polskiej gospodarce morskiej. 
Do portu morskiego Świnoujście w 2014 roku zawinęły 4983 statki (w tym statki białej floty). 
W porcie mieści się kilka obiektów o dużym znaczeniu dla transportu morskiego, m.in. terminal LNG, Terminal Promowy Świnoujście, Morska Stocznia Remontowa. W porcie działa także spółka OT Port Świnoujście.
Znajdują się tu także takie służby, jak: urząd odprawy celnej, sanepid, Graniczny Inspektorat Weterynarii w Świnoujściu, Morski Ratowniczy Ośrodek Koordynacyjny.
| Grupy ładunków           | Obroty [tys. ton] | %      |
| ------------------------ | ----------------- | ------ |
| Drobnica                 | 4960,6            | 53,43% |
| Węgiel i koks            | 2647,2            | 28,51% |
| Rudy                     | 848,6             | 9,14%  |
| Ropa i przetwory naftowe | 400,2             | 4,31%  |
| Zboże                    | 120,6             | 1,30%  |
| Drewno                   | 42,1              | 0,45%  |
| Inne masowe              | 264,3             | 2,85%  |
| Razem (Σ)                | 9283,6            | 100%   |

## Warunki nawigacyjne

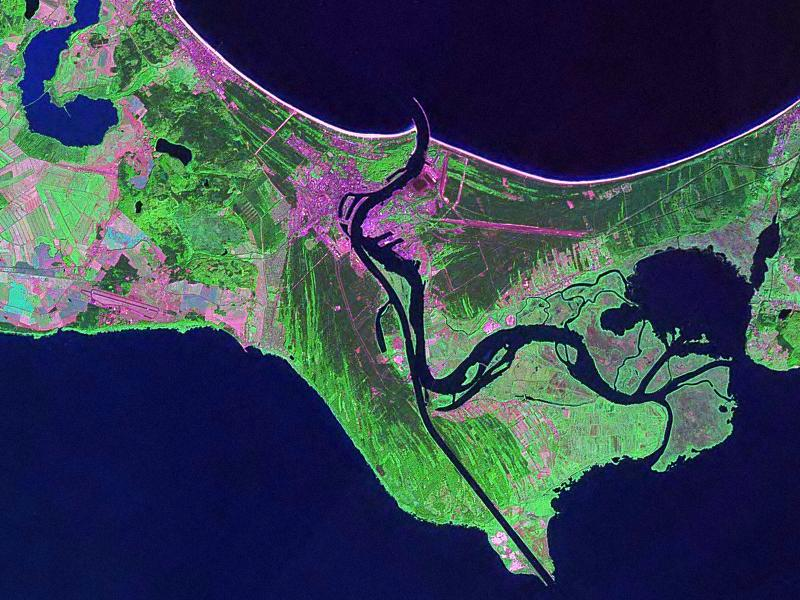
Świna z satelity

Z portu mogą korzystać statki o maksymalnej długości 270 m, szerokości 50 m i zanurzeniu 13,50 m (z zastrzeżeniem). Kanał wejściowy do portu ma długość 32 mil morskich, szerokość od 180 do 200 m, głębokość 14 m.
Pływy w porcie nie występują, ale możliwe są wahania poziomu wody z nagłymi prądami wchodzącymi oraz wychodzącymi, które w zależności od kierunku wiatrów mogą osiągać prędkość do 1,5 węzła.
Przy wejściu do portu, przy zachodnim falochronie, znajduje się Mielizna Zachodnia.
Podczas zimy, port jest zazwyczaj wolny od lodu. Zalodzenie basenów portowych i redy występuje dopiero po okresach długotrwałych mrozów.
Statek zamierzający wejść do portu z Zatoki Pomorskiej, o ile nie może mijać się ze statkiem wychodzącym z portu Świnoujście, powinien ustąpić z drogi statkowi wychodzącemu z portu, chyba że VTS zarządzi inaczej. W sytuacji nawigującego zbiornikowca LNG w obszarze redy lub portu, wszystkie statki w obszarze VTS Świnoujście zobowiązane są podporządkować swoje zamiary ruchom zbiornikowca LNG.
Poruszanie się wszystkich statków o długości poniżej 20 m, w tym jednostek sportowych, na torach wodnych, kotwicowiskach i obszarach wód portowych jest podporządkowane ruchowi statków o długości 20 m i większej. 
Ruch jednostek pod żaglami na torach wodnych, kotwicowiskach i granicach portu dozwolony jest wyłącznie w dzień i przy widzialności powyżej 5 kabli (926 m). 

## Infrastruktura

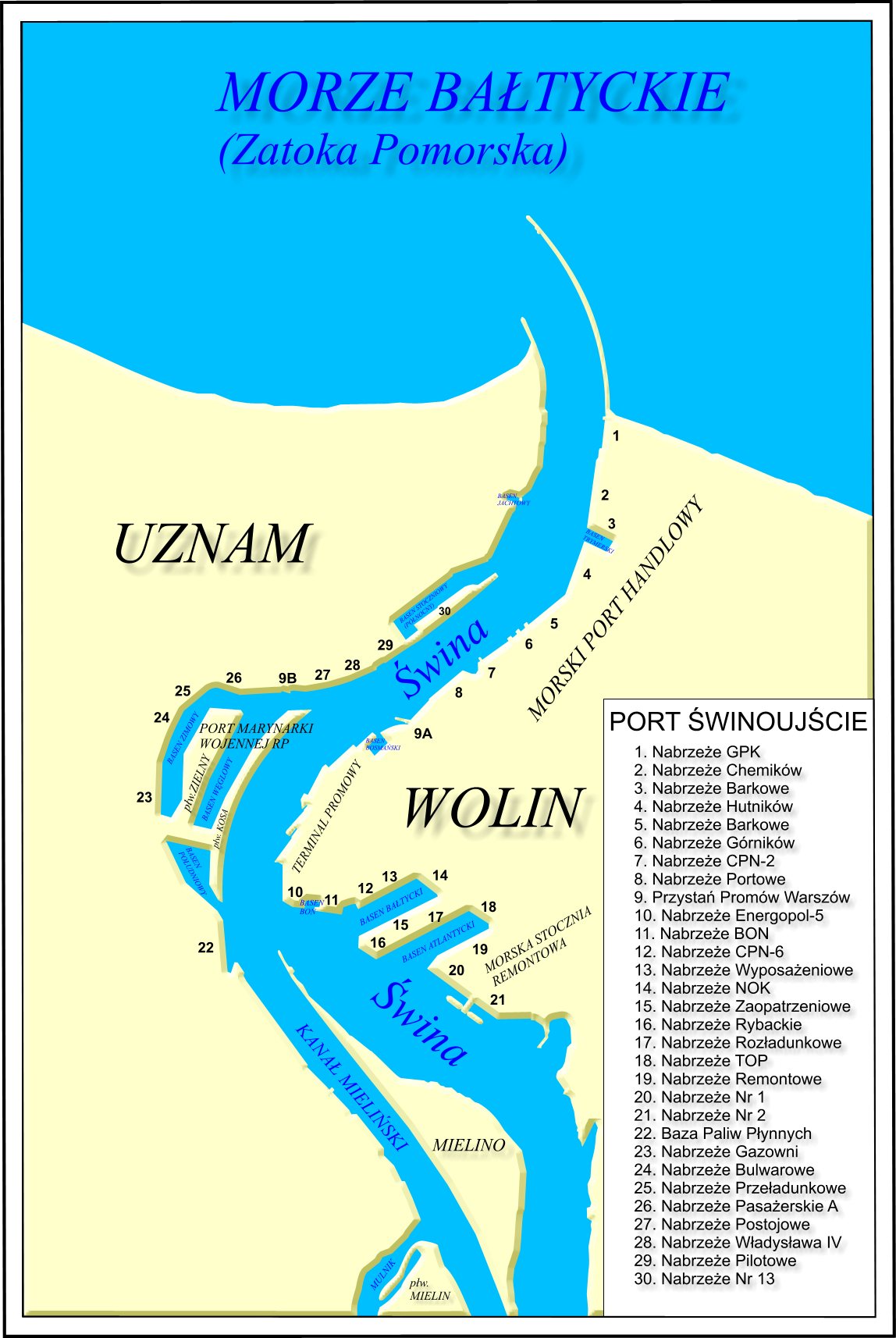
Plan portu morskiego (2007)

Port obejmuje akwen cieśniny Świna od ujścia aż do Basenu Barkowego w Karsiborze (10 kilometr toru wodnego Świnoujście–Szczecin) oraz tereny i akweny przyległe. 
Wejście do portu zabezpieczają dwa falochrony: centralny – o długości 1400 m i zachodni – o długości około 300 m.
W 2006 roku całkowita długość nabrzeży w porcie Świnoujście wynosiła 5634 m, z czego 5414 m nadawało się do eksploatacji. Łączna długość nabrzeży o głębokości powyżej 10,9 m nadających się do eksploatacji wynosiła 1413 m. Całkowita długość nabrzeży przeładunkowych nadających się do eksploatacji wynosiła 4109 m.
Port posiada dwie obrotnice. Obrotnica północna o średnicy 370 m i głębokości 11,0 m, znajduje się pośrodku między Basenem Trymerskim a Basenem Północnym. Obrotnica południowa o średnicy 320 m i głębokości 11,4 m, znajduje się na środku cieśniny Świna naprzeciw basenu Bosmańskiego.

### Przystań jachtowa

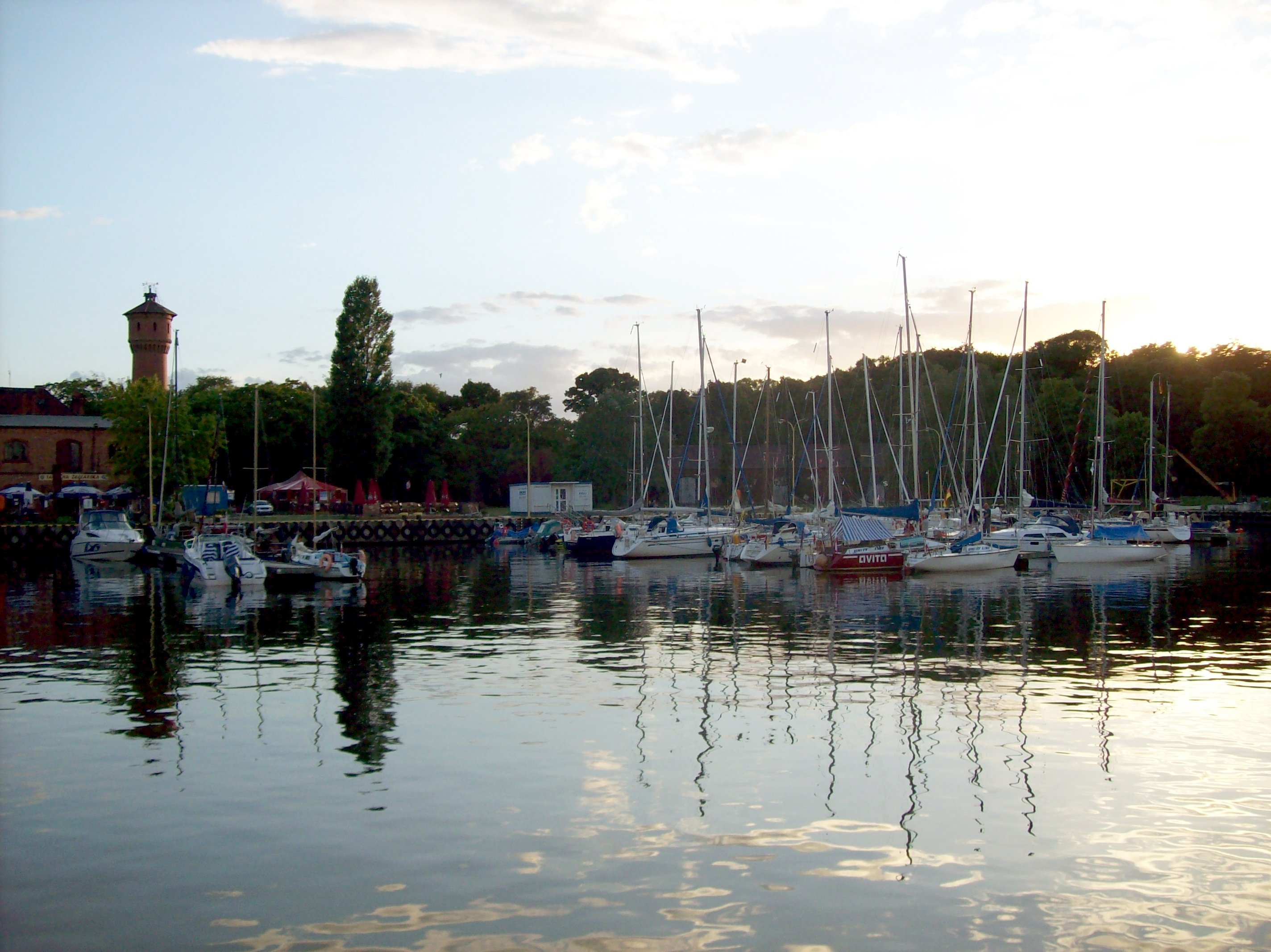
Marina w Basenie Północnym

Basen Północny odsłonięty od otwartej wody, znajduje się w północno-wschodniej części centrum miasta na wyspie Uznam. Marina administrowana jest przez Ośrodek Sportu i Rekreacji „Wyspiarz”. Pojemność mariny wynosi ok. 300 miejsc dla jachtów, o zanurzeniu do 4,5 m oraz długości 10–12 m , istnieje także możliwość przyjmowania jednostek o zanurzeniu do 6 m na nabrzeżu zewnętrznym.Przystań funkcjonuje przez cały rok wraz z możliwością zimowania jachtów. Posiada pełne zaplecze sanitarne (tj. woda pitna, pralnia, suszarnia, możliwość skorzystania z energii elektrycznej). Na terenie przystani jachtowej funkcjonują obiekt socjalno-sanitarny, tawerna oraz stacja benzynowa.